# James Grun

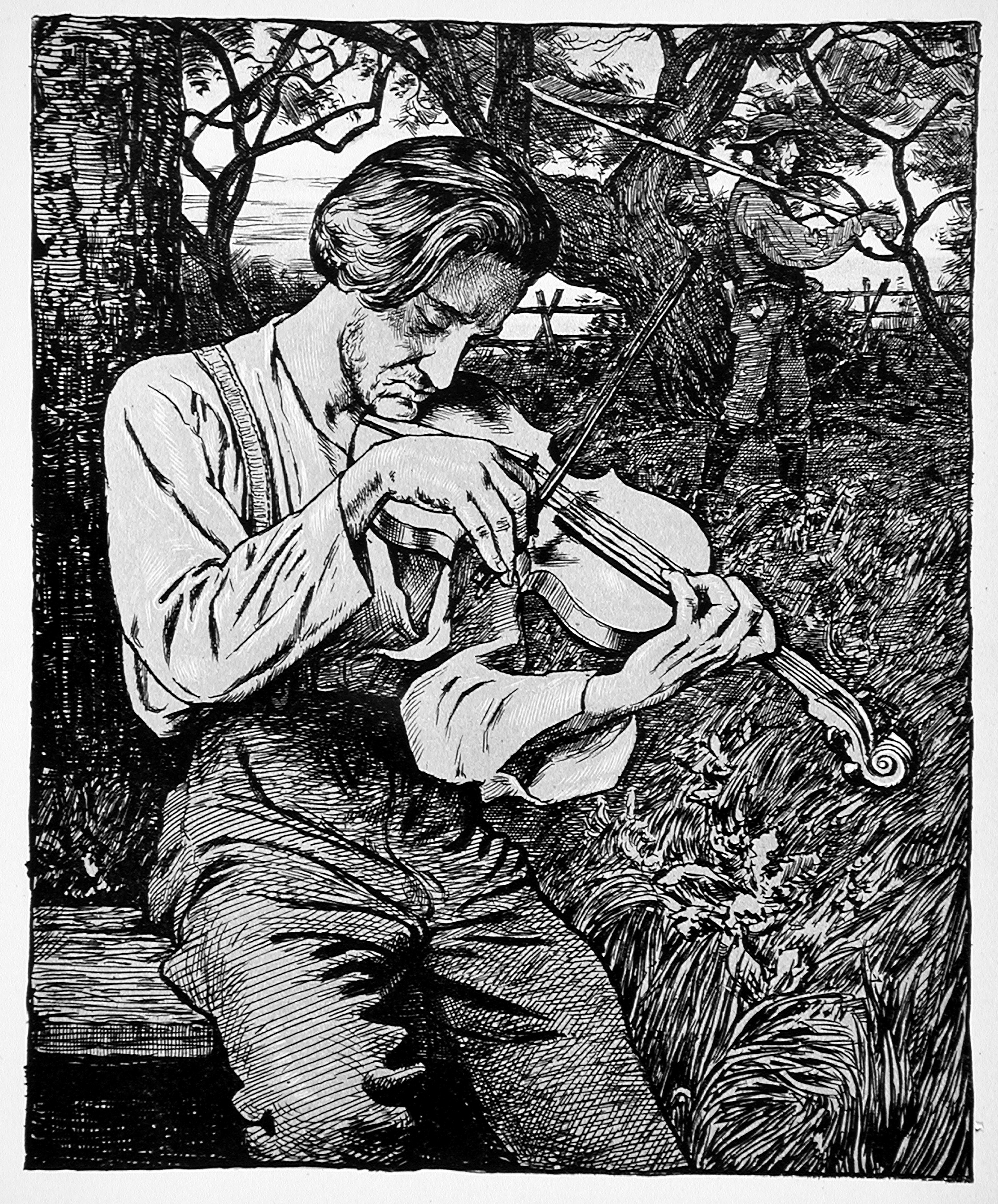
Hans Thoma: Der Geiger (um 1895), Porträt James Gruns

James Grun (* 9. November 1868 in London; † 21. November 1928) war ein britisch-deutscher Schriftsteller.

## Leben
James Grun wurde als erstes Kind des Teehändlers Robert Grun aus Königsberg/Preußen und dessen Ehefrau Maria geb. Horneffer in London geboren und wuchs dort zusammen mit seinen Schwestern Eleanor (1872–1955), Frances (1874–1946) und Constance (1876–1934) auf. 1888 übersiedelte die Familie ohne den Vater zu Verwandten der Mutter nach Frankfurt am Main, wo James Grun begann, an Dr. Hoch’s Konservatorium Klavier und Musiktheorie zu studieren. Dort schloss er Freundschaft mit dem gleichaltrigen Komponisten Hans Pfitzner. Engen Umgang pflegte die Familie Grun mit dem Maler Hans Thoma, der James zweimal porträtierte.
1895 kehrte Grun nach London zurück, wo er sich als politischer Korrespondent der Täglichen Rundschau betätigte. 1900 heiratete er die Pianistin Alice Dessauer (1865–1950), die in Frankfurt Schülerin Clara Schumanns gewesen war. Seit der Jahrhundertwende widmete sich Grun vor allem der Arbeit für die Heilsarmee. Dagegen trat sein künstlerisches Schaffen immer mehr in den Hintergrund. Er starb 1928 durch einen Verkehrsunfall.
James Grun blieb vor allem als Verfasser der Libretti zu den beiden ersten Opern Hans Pfitzners, Der arme Heinrich und Die Rose vom Liebesgarten, in Erinnerung. Auch vier Gedichte Gruns wurden von Pfitzner vertont (Lieder op. 5/1, op. 5/2, op. 6/3, op. 7/5). Weitere Lieder nach Gruns Gedichten stammen von Eugen d’Albert und Hans Hermann.

## Werke
- Glocken von Eisen und von Gold. Eine Gedichtesammlung, Frankfurt am Main 1893.
- Der arme Heinrich, Opernlibretto (Musik: Hans Pfitzner; Uraufführung: Mainz 1895)
- Die Rose vom Liebesgarten, Opernlibretto (Musik: Hans Pfitzner; Uraufführung: Elberfeld 1900)
- St. George of England, Drama (um 1900)